# Thorectes trituberculatus
Thorectes trituberculatus es una especie de coleóptero de la familia Geotrupidae.

## Distribución geográfica
Habita en el norte de África.